# Memoriał Alfreda Smoczyka 1959
IX Memoriał Alfreda Smoczyka odbył się 25 września 1959 r. Wygrał po raz trzeci Henryk Żyto z Unii Leszno.

## Wyniki
- 25 września 1959 r. (piątek), Stadion im. Alfreda Smoczyka (Leszno)

| Msc. | Zawodnik                 | Klub                  | Pkt |           |  |
| ---- | ------------------------ | --------------------- | --- | --------- |  |
| 1    | (1) Henryk Żyto          | Unia Leszno           | 12  | (3,3,3,3) |  |
| 2    | (12) Kazimierz Bentke    | Ostrovia Ostrów Wlkp. | 8   | (3,3,d,2) |  |
| 3    | (8) Joachim Maj          | Górnik Rybnik         | 8   | (1,3,3,1) |  |
| 4    | (11) Zdzisław Jałowiecki | Włókniarz Częstochowa | 8   | (3,3,1,1) |  |
| 5    | (5) Czesław Odrzywolski  | Start Gniezno         | 7   | (2,0,2,3) |  |
| 6    | (7) Józef Wieczorek      | Górnik Rybnik         | 7   | (1,2,2,2) |  |
| 7    | (13) Stanisław Sochacki  | Unia Leszno           | 6   | (3,2,0,1) |  |
| 8    | (10) Jan Kolber          | Kolejarz Rawicz       | 6   | (2,2,0,2) |  |
| 9    | (3) Adolf Słaboń         | Sparta Wrocław        | 4   | (1,0,3,0) |  |
| 10   | (4) Jan Kusiak           | Unia Leszno           | 4   | (d,u,2,2) |  |
| 11   | (6) Jan Świątkowski      | Kolejarz Rawicz       | 4   | (2,1,0,1) |  |
| 12   | (2) Paweł Mirowski       | Tramwajarz Łódź       | 3   | (1,0,1,1) |  |
| 13   | (9) Marian Spychała      | Kolejarz Rawicz       | 0   | (0,d,0,0) |  |